# جون كير (كاتب)
جون كير (بالإنجليزية: John Kerr)‏ هو صحفي وكاتب أمريكي، ولد في 31 يناير 1950 في واشنطن العاصمة في الولايات المتحدة، وتوفي في 18 يوليو 2016 في بورتلاند في الولايات المتحدة.